# Eugene Friesen
Eugene Friesen (* 1952) ist ein US-amerikanischer Cellist und Komponist, der hauptsächlich im Bereich des World-Jazz, daneben aber auch in der klassischen Musik hervorgetreten ist.

## Leben und Wirken
Friesen, dessen Vater Dietrich Friesen als Kirchenmusiker, Dirigent und Hochschullehrer an der Fresnu Pacific University tätig war, spielte ab dem zehnten Lebensjahr Cello. Während seiner Highschool-Zeit spielte er beim Fresno Philharmonic Orchestra und in dessen Streichquartett und Streichtrio. Auf dem College wandte er sich auch dem Blues zu und spielte in einer Rockband. Dann studierte er an der Yale School of Music bei Aldo Parisot, durch den er die brasilianische Volksmusik kennenlernte.
1978 wurde er Mitglied des Paul Winter Consort, dem er bis heute verbunden ist. Er wirkte an vier mit einem Grammy ausgezeichneten Alben der Gruppe mit: 1994 Spanish Angel 2006 an Silver Solstice, 2007 Crestone und 2010 Miho: Journey to the Mountain. Daneben spielte er zunächst an der University of Delaware im klassischen Delos Quartet. Seit 1986 hat er diverse Alben unter eigenem Namen veröffentlicht. Mit dem Pianisten Scott Cossu erschienen zwischen 1984 und 1989 drei Duo-Alben bei Windham Hill. Seit 1990 tritt er zudem mit Howard Levy und Glen Velez im Trio Globo auf, das zuletzt 2010 das Album Steering by the Stars veröffentlichte. Daneben ist er auch auf Aufnahmen von William Ackerman, Anthony Davis, Oscar Castro-Neves, Phil Markowitz, Terry Bozzio, Toots Thielemans, Paul Sullivan, Áine Minogue, Janis Siegel oder Peter Eldridge / Kenny Werner zu hören.
Friesen lehrt seit 1999 als Associate Professor am Berklee College of Music in Boston. Sein Lehrbuch Improvisation for Classical Musicians erschien 2012 bei Berklee Press/Hal Leonard.

## Diskographische Hinweise
unter eigenem Namen
- 1986 – New Friend mit Paul Halley (Living Music)
- 1989 – Arms Around You (Living Music)
- 1998 – The Song of Rivers (FiddleTalk Music)
- 2003 – In the Shade of Angels (FiddleTalk Music)
- 2005 – Sono Miho (FiddleTalk Music)
- 2008 – Pure Water, Poetry of Rumi mit Coleman Barks (FiddleTalk Music/Maypop Books)
- 2009 – Colorful Transitions mit Tim Ray
- 2018 – A Perfect Sunday mit Joel A. Martin
- 2018 – The Essential Collection (Compilation)